# Gegants petits del Pi
Els gegants petits del Pi són uns gegants molt populars de Barcelona coneguts des del 1780 sobretot perquè tenen una fesomia fina i unes dimensions petites, que els convertien en figures singulars i properes, a diferència del hieratisme dels altres gegants.
Han estat sempre molt populars. El 1798 es presenten davant el duc de Lancaster perquè permeti que els gegants tornin a sortir per Corpus, fet que era prohibit d'ençà del 1780 per una reial cèdula dictada per Carles III.
Sembla que a la primeria no tenien cavallet. Per tant, les cames del portador quedaven a la vista de tothom, a l'estil del gegantó vallenc Lladrefaves. Les reduïdes dimensions d'aquestes figures permetien que participessin en els saraus de l'aristocràcia barcelonina de l'època, tal com recull Rafel Amat i de Cortada, el baró de Maldà, en el dietari costumista Calaix de sastre.
El 1858 van adoptar una nova imatge: ell era oficial hongarès i ella, la senyora Peruzzi de l'òpera La Traviata. El 1870 va ser desats en unes caixes juntament amb els gegants grans i no van reaparèixer fins al 12 de juny de 1960.
L'any 1985 van ser batejats amb els noms de Josep Oriol i Eulàlia i el 1997 se'n van estrenar les rèpliques, que són les que actualment surten a les cercaviles i passejades. Van ser restaurats aquell 1997 per Manel Casseres i Solé. Els originals es vesteixen tal com es van recuperar el 1960, amb la imatge d'uns senyors del segle xix. Les còpies van abillades com el 1858, amb un vestit reestrenat l'any 2013.
Els gegantons o gegants petits del Pi són una parella molt activa i és normal de veure'ls en cercaviles i passejades, tant de Barcelona com de la resta del país. Fins i tot han arribat a visitar el Japó. Així i tot, sempre són fidels a les cites de la Mercè, com el matí de festa Major, la Xambanga i la cavalcada. També es poden veure per Corpus a la processó, per Santa Eulàlia a la trobada de gegants i per Sant Josep Oriol, festa de la qual són amfitrions.
Els gegantons o gegants petits del Pi són exposats permanentment i doblement. Els originals es poden veure en una vitrina a l'atri de la basílica del Pi i les còpies,a la Casa dels Entremesos.